# 1989 في هندوراس
فيما يلي قوائم الأحداث التي وقعت خلال عام 1989 في هندوراس.

## سياسة

### انتهاء فترة المنصب
- 1 يناير – جايمي روزنتال نائب رئيس هندوراس [الإنجليزية]‏.

## مواليد

### يناير
- 3 يناير – ديلبرت ألفارادو

### مارس
- 21 مارس – داروين أوليفا لاعب كرة قدم هندوراسي.[1]
- 29 مارس – أرنولد بيرالتا لاعب كرة قدم هندوراسي.[2]

### يونيو
- 24 يونيو – كريستيانو ويلمر لاعب كرة قدم هندوراسي.[3]

### يوليو
- 30 يوليو – ماريو مارتينيز لاعب كرة قدم هندوراسي.[4]

### سبتمبر
- 22 سبتمبر – ألي أريولا لاعب كرة قدم هندوراسي.[5]
- 28 سبتمبر – عمر إلفير لاعب كرة قدم هندوراسي.[6]

### نوفمبر
- 26 نوفمبر – كريستيان ألتاميرانو لاعب كرة قدم هندوراسي.[7]

### ديسمبر
- 8 ديسمبر – ديفيد فيلاسكيز لاعب كرة قدم هندوراسي.[8]

## وفيات

### يناير
- 25 يناير – غوستافو ألفاريز مارتينيز (مواليد 1938) سياسي هندوراسي.